# 3-Pentin-2-on
3-Pentin-2-on (auch: 2-Pentin-4-on) ist eine organische Verbindung mit der Summenformel C5H6O. Sie gehört zu den Ketonen und enthält eine C≡C-Dreifachbindung.
Die Verbindung entsteht als Intermediat bei der metabolischen Stereoinversion von 3-Pentin-2-ol.